# Heinrich von Bülow gen. Grotekop

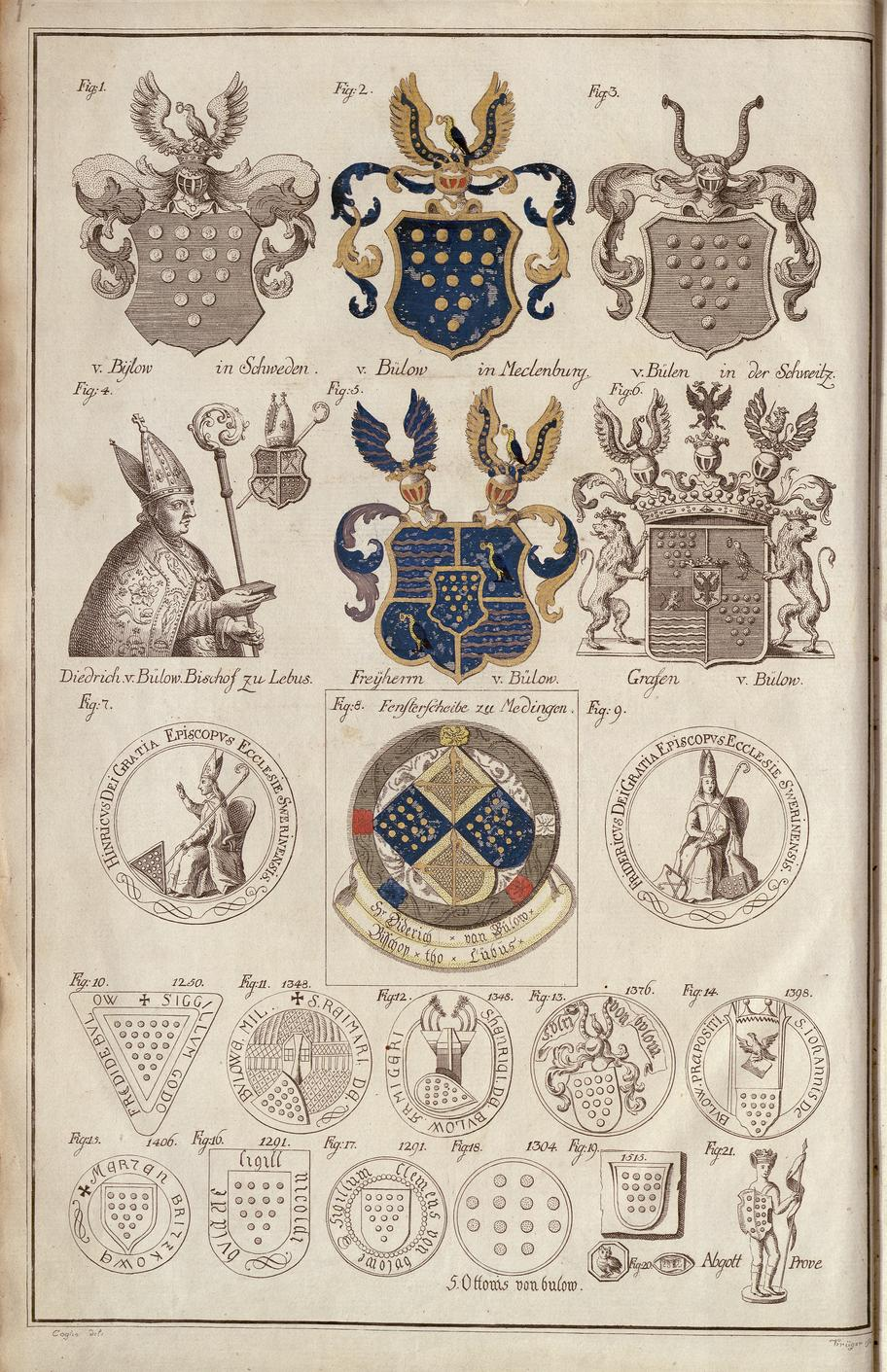
Wappen derer von Bülow

Der Ritter Heinrich von Bülow, auch Grotekop genannt (* Mitte des 14. Jahrhunderts; † vor 1395 oder aber im Jahr 1415), war ein wirtschaftlich sehr erfolgreicher mecklenburgischer Landadliger und Kriegshauptmann des Herzogs Albrecht III. von Mecklenburg. Außerhalb Mecklenburgs wird er wegen seiner Fehdelustigkeit bis heute noch stellvertretend für viele andere seinesgleichen als der Inbegriff des Raubritters angesehen.

## Herkunft und Familie
Die Familie von Bülow ist eine alte norddeutsche Adelsfamilie. Ritter Heinrich von Bülow wurde 1376 erstmals urkundlich als Zeuge eines Vertragsschlusses erwähnt. Wegen der Lage seines Stammsitzes, der Burg Preensberg, etwa zehn Kilometer östlich von Wismar und unweit der Handelsstraße nach Rostock im Gebiet der heutigen Gemeinde Benz (bei Wismar), erhielt er zur besseren Unterscheidung auch häufig den weiteren Namenszusatz auf Preensberg. Er war der Sohn des gleichnamigen Ritters auf Plüschow und hatte fünf Brüder. Mit allen arbeitete er zeitlebens wirtschaftlich eng zusammen.

## Leben
Historisch bekannt wurde Heinrich von Bülow besonders durch einen Einfall in das brandenburgische Städtchen Wilsnack im Jahr 1383. Im Zuge einer Auseinandersetzung mit dem Bischof von Havelberg brannten er und weitere Adlige den Ort einschließlich der damals vorhandenen Kirche komplett nieder. Sicherlich ungewollt förderten sie mit dieser Zerstörung ein starkes Wachstum der Wirtschaft in Wilsnack, das bis kurz nach der Reformation anhielt. Der Grund dieser Entwicklung war die Entdeckung dreier, vom Brand unversehrter Hostien. Mehr als 170 Jahre lang wanderten deshalb hunderttausende Pilger auf mehreren Wallfahrtswegen nach Wilsnack in die neu errichtete Wunderblutkirche, um das Heilige Blut zu besuchen. Noch im November des gleichen Jahres belagerten einem Bericht v. Hoinkhusens zufolge Bewaffnete aus Wismar das Schloss Möllenbeck. Sie rissen den Wall nieder, zerstörten Breske und verheerten am vierten Tag Veldenze, „wegen der erneuerten Gewogenheit, die ihr besonderer Gönner Hinrich von Bülow, sonst genannt Grotekop, von ihnen genoß.“
1385 wendete sich das Schicksal gegen ihn. Der mecklenburgische Herzog Albrecht III., zugleich König von Schweden, verbündete sich mit der mächtigen Hansestadt Lübeck und rüstete gemeinsam mit dieser und seinen Hansestädten Wismar und Rostock zu einer Strafexpedition gegen die den Handel störenden, lästigen Straßenräuber. Zwanzig Burgen mecklenburgischer Ritter wurden von den Verbündeten unter dem Befehl des Lübecker Bürgermeisters Thomas Morkerke und dem Ratsherrn und Kriegshauptmann Hinrich Westhof eingenommen und zerstört, darunter auch Heinrichs Burg Preensberg. Letztere muss man sich wohl, wie die meisten anderen auch, in Form einer Motte errichtet vorstellen. Sie wurde von Heinrich wohl nicht wieder aufgebaut. Heute ist von dieser, nach den Vorbesitzern, den Rittern von Preen, benannten Burg kaum noch etwas zu erahnen. Es wird vermutet, dass diese feuchte Stelle im Gelände schon zu slawischer Zeit ein Siedlungsort gewesen sein könnte.
1389 wird Ritter Heinrich von Bülow dann als Kriegshauptmann des schwedischen Königs (und mecklenburgischen Landesherrn) genannt. Bülows Bedeutung im mecklenburgischen Machtgefüge wird deutlich, wenn er, der ohnehin schon Plau am See als Pfand gemeinsam mit seinen Brüdern hielt, 1391 mit diesen gemeinsam wegen der Pfandnahme von Neustadt-Glewe und Dömitz aktenkundig wurde. Der Landesherr erhielt durch die Verpfändung von ihnen als Gegenleistung den für die damalige Zeit sehr hohen Betrag von 14.000 Lübische Mark. Heinrich soll fortan Wohnsitz auf der Alten Burg in Neustadt-Glewe genommen haben.
Auch in den Mecklenburger Landfrieden des Jahres 1392 sollte Ritter Heinrich wegen der Wilsnacker Angelegenheit gemeinsam mit dem Erzbischof von Magdeburg, dem das Bistum Havelberg als Suffragan unterstand, aufgenommen werden. Der Grotekop lehnte allerdings ab und versuchte auch seine nähere Verwandtschaft aus diesem Bündnis herauszuhalten. Auch der Schweriner Bischof Rudolf vermochte ihn nicht umzustimmen. Folge dieses Landfriedens war vor dem Hintergrund der Gefangenschaft Albrechts III., dass der abenteuerlustige Teil des mecklenburgischen Landadels sich der Ostsee zuwandte und als Vitalienbrüder der landesherrlichen Familie zur Hilfe kam. Auch sollte die Versorgung der im Herrschaftsbereich noch verbliebenen Stadt Stockholm sichergestellt werden.
Die Angaben zum Todesjahr Heinrichs sind widersprüchlich. Sollte er bereits vor 1395 verstorben sein, hat er den Freikauf seines Landesherrn Herzog Albrecht aus der Gefangenschaft bei Königin Margarethe I. von Dänemark durch den Vertrag von Helsingborg (1395) nicht mehr erlebt.

## Belege
1. ↑  Zitiert nach Adolf v. Bülow, Tab. I. Ast B. #72, S. 45
2. ↑  Chronik der Gemeinde Benz zur Örtlichkeit und den Befunden (Seite nicht mehr abrufbar, festgestellt im April 2018. Suche in Webarchiven)  Info: Der Link wurde automatisch als defekt markiert. Bitte prüfe den Link gemäß Anleitung und entferne dann diesen Hinweis.
3. ↑  Friedrich Schlie: Die Kunst- und Geschichts-Denkmäler des Grossherzogthums Mecklenburg-Schwerin. II. Band: Die Amtsgerichtsbezirke Wismar, Grevesmühlen, Rehna, Gadebusch und Schwerin. Schwerin 1898, Neudruck Schwerin 1992, S. 336. ISBN 3910179061

| Personendaten    | Personendaten                                                 |
| ---------------- | ------------------------------------------------------------- |
| NAME             | Heinrich von Bülow gen. Grotekop                              |
| ALTERNATIVNAMEN  | Heinrich von Bülow; Grotekop                                  |
| KURZBESCHREIBUNG | mecklenburgischer Landadliger, Kriegshauptmann und Raubritter |
| GEBURTSDATUM     | 14. Jahrhundert                                               |
| STERBEDATUM      | vor 1395 oder 1415                                            |